# Sphinx bicolor
Sphinx bicolor är en fjärilsart som beskrevs av Barend J. Lempke 1959. Sphinx bicolor ingår i släktet Sphinx och familjen svärmare. Inga underarter finns listade i Catalogue of Life.